# Géométrie moléculaire pyramidale pentagonale
La géométrie moléculaire pyramidale pentagonale est la géométrie des molécules dans lesquelles un atome central, noté A, est lié à six atomes, groupes d'atomes ou ligands, notés X, avec un doublet non liant, noté E, sur l'atome central. Les six ligands définissent les sommets d'une pyramide pentagonale. Ces composés appartiennent à la classe AX6E1 selon la théorie VSEPR. 
C'est l'une des rares géométries moléculaires à angles de liaison inégaux. 

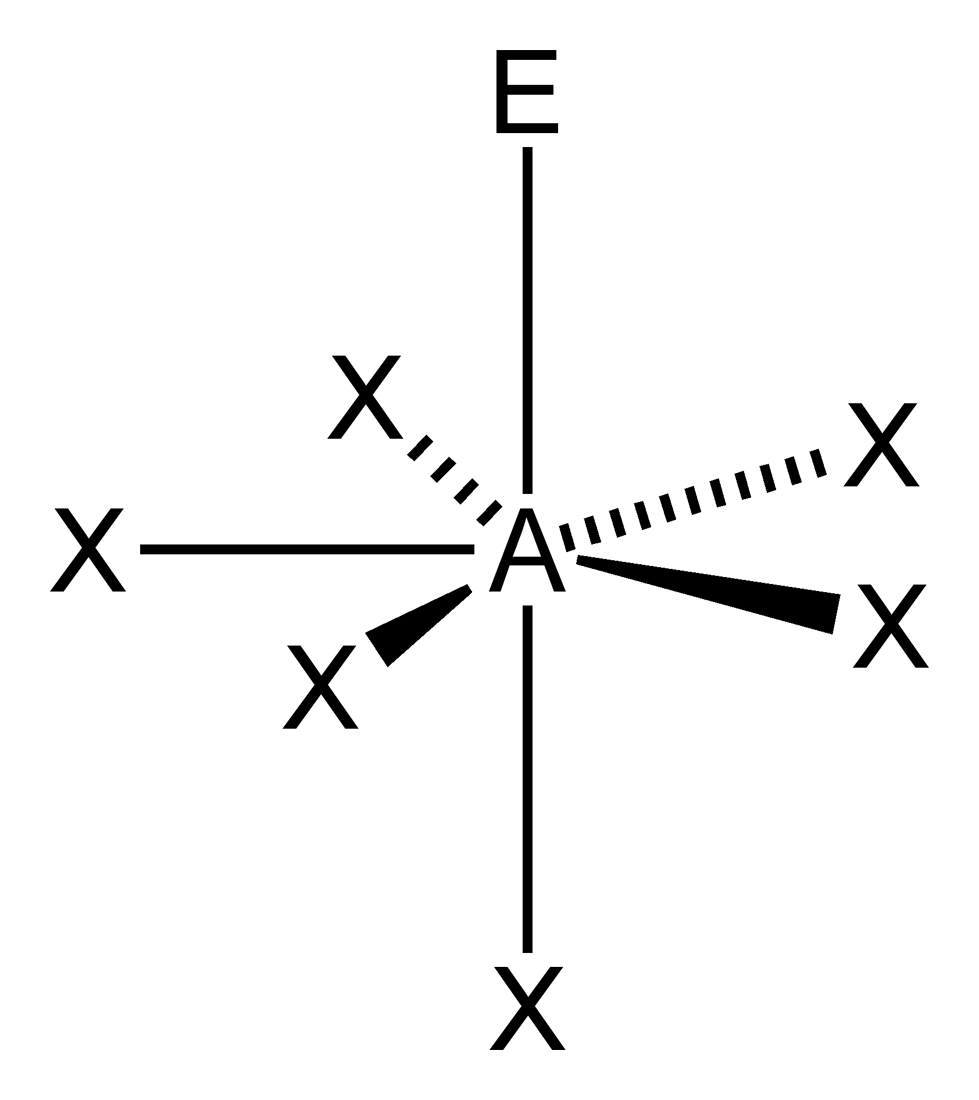
AX_{6}E_{1}

## Exemples
Parmi les composés qui montrent cette géométrie se trouvent les anions :
- XeOF5−[2]

- IOF52−[2],[3]